# Somos tú y yo
Somos tú y yo è una telenovela venezuelana e statunitense rivolta a un pubblico di adolescenti e ragazzi, trasmessa per la prima volta nel 2007 su Boomerang e sulla rete free to air Venevisión.
Ideata da Vladimir Perez, la serie è stata rinnovata per una seconda stagione, andata in onda nel 2008, seguita da una terza stagione, che ha introdotto uno spin-off della serie, Somos tú y yo: un nuevo dia. La serie è stata tradotta in 15 lingue e trasmessa in 150 paesi. In Italia viene trasmessa dall'8 marzo del 2015 su Rai Gulp, con repliche notturne su Rai 2.
A luglio 2009 è stata annunciata la produzione di uno spin-off composto da 50 episodi, intitolato Non può essere!, trasmesso a partire dal 2010.

## Trama
Sheryl Sánchez e Victor Rodríguez frequentano "L'Accademia di Musica e Talento", una scuola specializzata in arte e spettacolo situata a Caracas, in Venezuela. Entrambi sono cantanti e prendono parte a un progetto musicale particolarmente ambizioso. Tra loro nasce una profonda amicizia, ma dovranno affrontare anche forti rivalità e gelosie all’interno del collegio. Tra gli studenti, tutti ugualmente determinati e dotati di talento, si accende una serrata competizione per realizzare il sogno che li accomuna: distinguersi dagli altri e raggiungere il successo.

### Prima stagione
Victor arriva a Caracas da Valencia, incontra Sheryl e tra i due scocca subito il "colpo di fulmine". Si trasferisce a casa dei suoi cugini Jorge e Nicolas, dove vive con la madre Monica. Jorge è attratto da Yuvana e Nicolas da Rosie. Prima di entrare all’Accademia di Musica e Talento — una scuola per giovani cantanti di proprietà di Magaly, zia di Victor — conosce Rosmery, che si innamora di lui a prima vista.
Rosmery è la fidanzata di Arán, un ragazzo molto attraente e interessato a tutte le ragazze, in particolare a Sheryl: sebbene stia con Rosmery, cerca in tutti i modi di conquistare Sheryl, l’unica che lo respinge. Rosmery è la leader del gruppo delle ragazze più popolari, insieme alle sue migliori amiche Oriana e Rosangela. È perfida, snob e superficiale, ama il ballo ed è la principale rivale di Sheryl in amore.
Arán è il capitano della squadra di baseball, formata dal suo migliore amico Hendrick, da Jorge, Ricky e Luciano. Victor vuole stare con Sheryl perché è perdutamente innamorato di lei. Arán e Rosmery si alleano per separarli, poiché entrambi sono interessati a uno dei due. La situazione si complica con l’arrivo di Kelly, l’ex fidanzata di Victor da Valencia, che cerca di riconquistarlo. Alla fine, però, si fidanza con Jorge, ma la relazione viene ostacolata dalla severità del padre di Kelly e da Adriana, ex di Jorge, che con l’aiuto della sorella Nathaly fa di tutto per tornare con lui e separarli.
Nel frattempo Nathaly si innamora di Hendrick e cerca in ogni modo di mettere in difficoltà Oriana, la fidanzata di Hendrick, per dimostrarle che la loro relazione è destinata a finire. Anche per Sheryl le cose si complicano: Yuvana si interessa a Victor e la situazione peggiora con Claudia, cugina di Sheryl, innamorata di Arán. Quando scopre che Arán è attratto da Sheryl, si sente inferiore a lei per il suo talento musicale, che secondo Claudia le ha sempre permesso di ottenere tutto. Così si allea con Ana Karina per sabotare lo spettacolo di Yuvana e far ricadere la colpa su Sheryl.
Claudia e Ricky sono molto amici e condividono la passione per la musica. Ricky è innamorato di Oriana e le scrive canzoni, anche se lei è ancora legata al fidanzato Hendrick. Tuttavia, si lasciano perché Oriana è troppo possessiva. Dopo aver superato numerose difficoltà, Victor e Sheryl si fidanzano per affrontare i problemi insieme. Nell’ultima puntata Arán chiede a Rosmery se il loro destino sia quello di stare insieme, mentre Ricky si fidanza con Oriana, Hendrick con Yuvana e Jorge torna con Kelly.

### Seconda stagione
L’ambientazione della serie si sposta sull’isola turistica di Margarita, dove iniziano a sorgere dei contrasti tra Victor e Sheryl; durante questo periodo difficile, Victor conosce Paola, una ragazza che sembra comprenderlo perfettamente. Nel frattempo, Sheryl incontra Gustavo, un ragazzo interessato a lei che la confonde sentimentalmente. Arán capisce di essere sempre stato innamorato di Rosmery e decide di riconquistarla, determinato a stare con lei per sempre.
Sulla spiaggia viene organizzato un concorso di bellezza, con giurati illustri: Andrés, un modello internazionale italiano e presidente della giuria; Mandy, una modella di successo; e Yuvana. Le finaliste sono Rosmery, Oriana, Claudia, Paola e Sheryl. Rosmery è vicinissima alla vittoria, ma alla fine il titolo va a Sheryl. Dopo il concorso, Mandy rivela a Rosmery che le è mancato un solo voto per vincere: il suo. Andrés, però, le confessa che per lui è stata la migliore.
Arán si ingelosisce per l’interesse che Andrés mostra verso Rosmery, mentre Mandy si innamora di Arán. Gustavo, inizialmente interessato sia a Sheryl che a Rosmery — che conosceva da anni —, si rende conto di amare solo Sheryl. Mandy e la sua migliore amica Mariale si dichiarano apertamente nemiche di Rosmery. Claudia cambia look e diventa molto bella nel tentativo di riconquistare Arán, ma quando si accorge che lui è ancora innamorato di Rosmery, si fa da parte. Intanto Alejandro, la guardia del corpo di Yuvana, si innamora di Claudia dopo averla salvata da una caduta dalla passerella del concorso, e lei ricambia. Tuttavia, anche Ricky, storico migliore amico di Claudia, si innamora di lei, dando vita a un triangolo amoroso.
Tornati a Caracas, la situazione si complica: Paola, Gustavo, Andrés, Mandy, Mariale e Humberto si iscrivono all’Accademia. Paola e Gustavo si alleano per separare Victor e Sheryl. Andrés prende coscienza della profondità dei suoi sentimenti per Rosmery e cerca in ogni modo di conquistarla. Arán, nel frattempo, si serve di Mandy per far ingelosire Rosmery, ma Mandy è convinta che Arán provi qualcosa di vero per lei. Gustavo, Andrés e Humberto si uniscono a Luciano per sfidare Victor, Arán, Jorge e Hendrick in una competizione calcistica.
Le cose si complicano anche tra Jorge e Kelly, che iniziano ad avere problemi quando Hendrick si sente attratto da Kelly, e peggiorano quando Jorge sviluppa una certa simpatia per Oriana. La storia si conclude con la festa dei 15 anni di Rosmery (un super party), durante la quale Sheryl torna con il ragazzo che ama veramente e considera il suo destino, Victor; anche Arán e Rosmery si rimettono insieme, così come Hendrick e Oriana.

## Personaggi ed interpreti
- Sheryl (stagioni 1-2), interpretata da Sheryl Rubio e doppiata in italiano da Simona Chirizzi. È una ragazza umile e semplice, dotata di un grande talento musicale, che sogna di diventare una cantante di fama internazionale. Vive con la famiglia di sua cugina Claudia, poiché ha perso la madre da bambina. È corteggiata da molti ragazzi, ma il suo cuore è rivolto solo a Victor. Il suo principale spasimante è Arán, e talvolta ha dei litigi con Claudia. Rosmery la soprannomina "Capretta" o "Figlia dei Fiori", Victor la chiama "Ragazza di Caracas", mentre Arán le dà il nomignolo "Chitarrina".
- Víctor (stagioni 1-2), interpretato da Victor Drija e doppiato in italiano da Matteo Liofredi. È un ragazzo dolce e romantico che si trasferisce con la madre da Valencia a Caracas, nella casa della zia. Qui conosce Sheryl, con cui condivide la passione per la musica, e si innamora di lei a prima vista, nonostante a Valencia fosse fidanzato con Kelly. Sheryl lo soprannomina "Ragazzo di Valencia".
- Arán (stagioni 1-2), interpretato da Arán de las Casas e doppiato in italiano da Andrea Di Cicco. È un ragazzo affascinante, ma scorretto e donnaiolo, deciso a conquistare tutte le ragazze di Caracas. La sua sfida più grande è Sheryl, l’unica che lo respinge, e farà di tutto per conquistarla. Era fidanzato con Rosmery, ma si sono lasciati dopo aver scoperto che lei lo tradiva con Sheryl. I suoi migliori amici sono Hendrick (che considera un fratello) e Luciano. In seguito si rende conto di amare ancora Rosmery e torna con lei. Ha avuto anche una relazione con Claudia, la cugina di Sheryl, ma l’ha lasciata perché era troppo gelosa. È un promettente lanciatore di baseball e sogna di essere scoperto da una squadra professionistica. Ha avuto anche una storia con Oriana, terminata a causa dell’amicizia di lei con Rosmery.
- Rosmery (stagioni 1-2), interpretata da  Rosmeri Marval e doppiata in italiano da Jessica Bologna. È una ragazza molto bella, ma anche falsa e manipolatrice. È la più popolare dell’accademia, nonostante non eccella nel canto, ma è una bravissima ballerina. È gelosa di Sheryl sia per il suo talento sia perché tutti i ragazzi che le piacciono si innamorano di lei. Tra tutte le studentesse dell’accademia, Rosmery si considera la più bella, la più alla moda e la più ammirata. È appassionata di stile e moda. Cerca in ogni modo di separare Victor da Sheryl, fingendo di esserne amica. Le sue migliori amiche sono Oriana e Rosángela.
- Hendrick (stagioni 1-2), interpretato da Hendrick Bages e doppiato in italiano da Sacha Pilara. È un ragazzo leale e sincero, disposto a tutto per amore. È il migliore amico di Arán e il fidanzato di Oriana, ma viene anche corteggiato da Nathaly. Ben presto si rende conto che prova qualcosa per Sheryl e, pur preferendo lo sport alla musica, le dedica una canzone per conquistarla. Durante un'audizione canta per Sheryl, ma Oriana crede che il brano sia per lei. Hendrick prende una cotta anche per Oriana, sua amica d'infanzia. Alla fine capisce che Oriana è la sua anima gemella e torna con lei. È conosciuto anche con il soprannome "Henri".
- Oriana (stagioni 1-2), interpretata da Oriana Ramírez e doppiata in italiano da Sara Ballerani. È una ragazza brillante e un po’ pungente, e insieme a Rosmery e Rosángela forma il trio più popolare dell’accademia. È fidanzata con Hendrick e cerca di tenerlo stretto a sé. Nasconde un segreto: quando Arán stava con Rosmery e lei con Hendrick, ha avuto una breve relazione con Arán. Detesta Nathaly, che prova ad avvicinarsi a Hendrick. Alla fine della prima stagione si fidanza con Ricardo. Nella seconda stagione torna con Hendrick, il vero amore della sua vita. In alcune scene si nota che ha un piercing all’orecchio.
- Jorge (stagioni 1-2), interpretato da Jorge Torres e doppiato in italiano da Danny Francucci. È un ragazzo sincero e generoso; inizialmente è attratto da Yuvana ed è fidanzato con Adriana, ma col tempo scopre che il suo vero amore è Kelly.
- Kelly (stagioni 1-2), interpretata da Kelly Durán e doppiata in italiano da Francesca Rinaldi. È una ragazza dolce e sensibile che si trasferisce con la famiglia da Valencia a Caracas per riconquistare il suo ex fidanzato Victor. Inizialmente vede in Sheryl una rivale, ma con il tempo diventano grandi amiche. Trova il vero amore in Jorge, il cugino di Victor.
- Paola (stagione 2) si innamora di Victor e farà di tutto per separarlo da Sheryl.
- Gustavo (stagione 2) si innamora di Sheryl e si allea con Paola.

### Personaggi secondari
- Yuvana (stagioni 1-2), interpretata da Yuvanna Montalvo e doppiata in italiano da Melissa Maccari. È una cantante di successo che si innamora di Victor. Sin dal primo momento cerca di conquistarlo, ma successivamente sviluppa un interesse per Hendrick. Nella seconda stagione scopre che il suo vero amore è Alejandro, il suo autista. In alcune scene al mare si vede che ha un piercing all'ombelico.
- Ana Karina (stagioni 1-2), interpretata da Ana Karina Cucurrullo e doppiata in italiano da Chiara da Motis. È l’assistente di Yuvana, ma viene licenziata nella prima stagione. Per vendicarsi, si allea con Claudia per sabotare lo show di Yuvana, ma senza successo. Nella seconda stagione, viene riassunta, ma continua a tramare. Dopo essere stata smascherata, si redime e si mette con Luciano.
- Alejandro (stagioni 1-2), interpretato da Alejandro Mogollón e doppiato in italiano da Federico Melis. È l’autista di Yuvana, ma nella seconda stagione si licenzia per evitare di lavorare con Ana Karina. All’inizio della seconda stagione si interessa a Claudia, ma poi capisce che il suo vero amore è Yuvana. Nasconde un segreto ed è noto come "l'Uomo mascherato dell'amore".
- Gabriel (stagioni 1-2), interpretato da Gabriel Coronel e doppiato in italiano da Angelo Evangelista. È balbuziente e lavora come tecnico della radio. È molto amico di Barbara ed è innamorato di Gaby. Nella seconda stagione, sviluppa una cotta per Mafer, ma alla fine si mette con Gaby.
- Luciano (stagioni 1-2), interpretato da Luciano Murgueza e doppiato in italiano da Luca Scaglia. Lavora nel ristorante di Hernán ed è innamorato di Adriana, ma si rende conto che lei è una persona cattiva e inizia a uscire con Ariany. Nella seconda stagione, si mette con Ana Karina, che all'inizio è assistente di Yuvana.
- Ricardo "Ricky" (stagioni 1-2), interpretato da Ricardo Páez e doppiato in italiano da Andrea Diantti. È innamorato di Oriana e le scrive delle canzoni. È molto amico di Claudia, ma poi capisce che il suo vero amore è quest’ultima. Arán, Rosmery, Oriana e Rosángela lo chiamano "Faccia da Rana". Gioca nella squadra di baseball.
- Rosángela "Rosie" (stagioni 1-2), interpretata da Rosangélica Piscitelli e doppiata in italiano da Mattea Serpello. È la migliore amica di Rosmery e Oriana. All’inizio è interessata a Nicolás, ma alla fine della stagione si separano. È svampita, ingenua e pettegola, ma simpatica. Non è molto intelligente, è distratta, ma molto carina.
- Claudia (stagioni 1-2), interpretata da Alexandra Mey e doppiata in italiano da Silvia Barone. È dolce, cugina e migliore amica di Sheryl e Ricky, con cui condivide la passione per la musica. È innamorata di Arán, con cui si fidanza brevemente. Quando scopre che lui ha un interesse per Sheryl, si allea con Ana Karina per sabotare lo show di Yuvana e fare ricadere la colpa su Sheryl. Nella seconda stagione, si rende conto dei suoi errori, cerca di fare ammenda con Sheryl e diventa più bella per Arán. Quando si accorge che lui ama ancora Rosmery, inizia ad accettare le attenzioni di Alejandro, ma capisce che il suo vero amore è Ricky.
- Vanessa (stagioni 1-2), interpretata da Vanessa Suárez e doppiata in italiano da Veronica Cuscusa. È la migliore amica di Gaby e innamorata di Juan Carlos. È spiritosa e ingorda di cibo. Nella seconda stagione, si innamora di Hendrick, ma poi torna con il suo "Spaghettino", come lo chiama affettuosamente.
- Nicolás (stagioni 1-2), interpretato da Nicolás Pérez e doppiato in italiano da Orietta Del Piano. È il fratello di Jorge e cugino di Victor, con Alfredo e Juan Carlos come suoi migliori amici. È interessato a Rosángela e riesce a conquistarla, ma nella seconda stagione diventa molto geloso di Barbara, il suo vero amore, fin dalla prima stagione. Durante la festa di Rosmery, lascia Rosángela e finalmente si mette con Barbara.
- Bárbara (stagioni 1-2), interpretata da Bárbara Di Flaviano Díaz e doppiata in italiano da Noemi Luciani. È la sorella di Kelly e ha come migliori amiche Yuli e Florbelys. Fin dalla prima stagione, si innamora di Nicolás, ma nella seconda stagione sviluppa una forte attrazione per Cristian, usando il ragazzo per far ingelosire Nicolás. Alla fine della seconda stagione, si mette con Nicolás, il suo vero amore.
- Magaly (stagioni 1-2), interpretata da Deises Heras e doppiata in italiano da Daniela Amato. È la madre di Nicolás e Jorge, la zia di Victor, e la sorella di Mónica. È la direttrice dell’accademia.

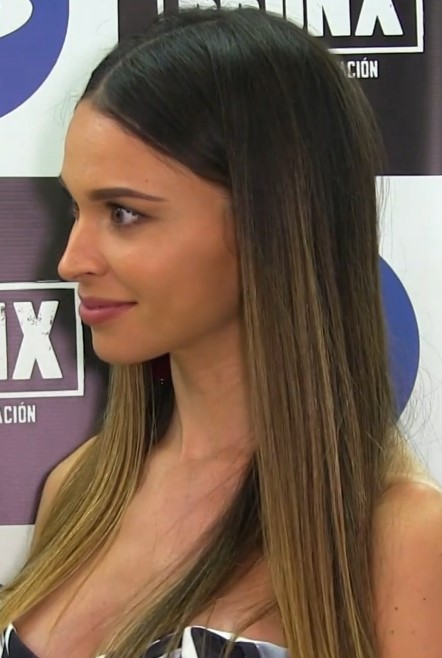
Rosmeri Marval interpreta Rosmery Rivas

## Episodi
In Italia, la serie ha cominciato le trasmissioni dall'8 marzo del 2015. Successivamente, è stata confermata una seconda stagione. Nel marzo del 2015 è stato mostrato su Rai Gulp per la prima volta il primo videoclip tratto dal primo episodio della seconda stagione intitolato "Somos tú y yo" e cantato da Sheryl Rubio, dove vengono presentati nuovi personaggi. In Venezuela viene trasmessa dal 27 gennaio 2007.
La prima stagione della serie è suddivisa in due parti: la prima, composta dagli episodi 1-67, è intitolata Tengo que contarte (in italiano "Puoi contarci"); la seconda, composta dagli episodi 68-79, è intitolata Una nueva oportunidad (in italiano "Una seconda possibilità").
| Stagione         | Puntate | Prima TV Venezuela | Prima TV Italia |
| ---------------- | ------- | ------------------ | --------------- |
| Prima stagione   | 67      | 2007               | 2015            |
| Seconda stagione | 79      | 2008               | 2016            |

## Produzione
Le registrazioni della prima stagione della serie sono iniziate nell’aprile 2007 a Caracas e sull’isola di Margarita. La serie è una co-produzione tra America Latina, Europa, Medio Oriente e Africa.
La produzione della serie ebbe inizio verso la fine del 2006. Le riprese della prima stagione iniziarono nell’aprile 2007: inizialmente erano previsti solo 13 episodi e non era programmata la realizzazione di tre stagioni. Tuttavia, dopo il successo ottenuto in Venezuela, i produttori di Boomerang e Venevisión decisero di estendere la prima stagione a 63 episodi e rinnovarono la serie per una seconda stagione, trasmessa in Venezuela da Venevisión e in tutta l’America Latina da Boomerang, per poi approdare successivamente anche in Europa, Asia e Medio Oriente. La serie è stata girata in alta definizione. Il successo fu tale che la serie venne adattata in Indonesia, Malaysia e Messico.
La terza stagione è in realtà uno spin-off della serie, Somos tú y yo, un nuevo día, uscita nel 2009 e ispirata al film statunitense Grease - Brillantina. La trama ha mantenuto l’essenza originale della serie, introducendo alcune variazioni nella storia e nei personaggi. I protagonisti rimangono Sheryl Rubio e Víctor Drija, ma in questa nuova versione la principale antagonista è l’attrice Oriana Ramirez, mentre Rosmeri Marval, già antagonista nelle prime due stagioni, assume un ruolo da coprotagonista.
Nel 2009 fu annunciata la produzione di un ulteriore spin-off della serie, intitolato Non può essere!, una commedia che segue le vicende dei personaggi interpretati da Sheryl Rubio e Rosmeri Marval. I protagonisti della serie sono Sheryl Rubio, Hendrick Bages e Rosmeri Marval. In questa produzione il ruolo principale è affidato a Hendrick Bages, al posto di Víctor Drija, protagonista delle stagioni precedenti e di Somos tú y yo, un nuevo día. Questo cambio di protagonista generò delusione tra i fan di Drija. Tuttavia i produttori optarono per il cambiamento poiché la nuova serie narra la storia del personaggio di Sheryl Rubio dopo la rottura con quello interpretato da Víctor Drija nelle stagioni precedenti. Alla fine la serie venne trasmessa, ottenendo buoni livelli di ascolto come le stagioni precedenti.
Nel 2015 lo sceneggiato viene trasmesso in Italia da Rai Gulp, in Argentina da Canal 13, in Colombia da Caracol Televisión, in Ecuador da TC Mi Canal, in Porto Rico da Univision, in Filippine da GMA Network. e in USA da Netflix.

### Casting
La protagonista della serie, Sheryl Rubio, fu scelta tramite un casting. Il processo di selezione durò sei mesi, durante i quali l’attrice dovette dimostrare le sue abilità nel ballo, nel canto e nella recitazione. In un’intervista, l’attrice dichiarò che al momento della selezione non aveva mai frequentato corsi di recitazione, ma aveva già partecipato a programmi televisivi come attrice infantile, iniziando così la sua carriera in giovane età. L’attore Victor Drija fu invece contattato direttamente dal creatore della serie, Vladimir Pérez, e accettò immediatamente il ruolo.
L’attrice 'Rosmeri Marval', che interpretava la principale antagonista, si presentò al casting tramite un’accademia di ballo della quale faceva parte. I produttori della serie ne riconobbero subito il potenziale e la selezionarono immediatamente. La maggior parte del cast fu scelta attraverso audizioni. I produttori dichiararono di aver voluto offrire opportunità anche a nuovi talenti.
Per la seconda stagione fu confermata gran parte del cast originale. I produttori organizzarono un casting aperto al pubblico per introdurre nuovi personaggi. L’attrice Paola Galué partecipò alle selezioni e fu scelta dai produttori.

## DVD
In Venezuela, la prima stagione è stata pubblicata in una collezione di 6 DVD, oltre a un cofanetto contenente tutti i 67 episodi. La seconda stagione è stata distribuita in 3 DVD, anch’essa accompagnata da un cofanetto con i 79 episodi. La terza stagione è formata da due cofanetti, ciascuno dei quali contiene 50 episodi.
In Italia, le prime due stagioni sono state distribuite in cofanetti composti rispettivamente da 5 e 4 dischi.